# Ai Weiwei

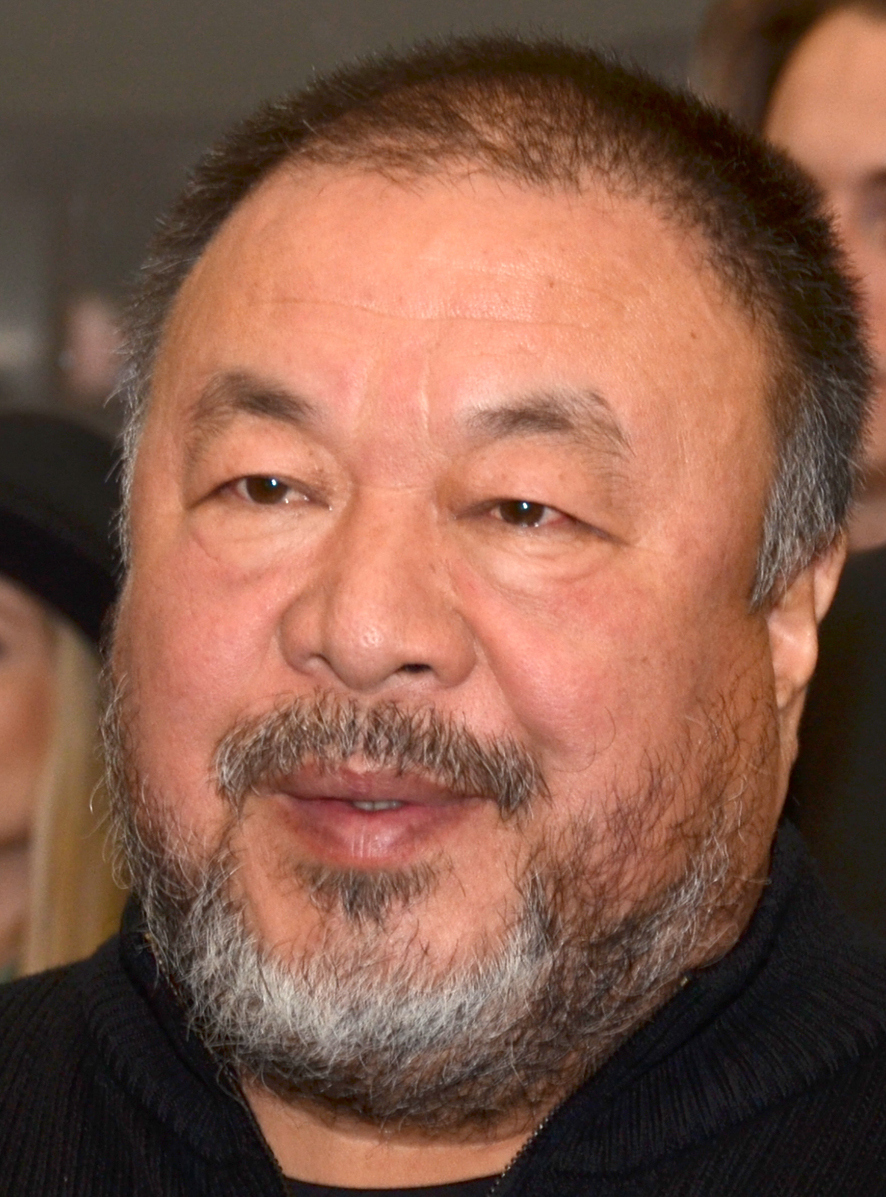
Ai Weiwei (2017)

Ai Weiwei (chinesisch 艾未未, Pinyin Ài Wèiwèi; * 28. August 1957 in Peking) ist ein chinesischer Konzeptkünstler, Bildhauer und Kurator. Der Menschenrechtler und Dissident war nach regierungskritischen Äußerungen während der Proteste in China 2011 von April bis Juni 2011 inhaftiert und hatte bis 2015 Reiseverbot. Im Anschluss verließ er das Land, lebte bis 2019 in Berlin, danach in England und seit 2021 in Portugal.

## Leben

### Jugend und Studium, Familie
Ai Weiwei wurde 1957 als Sohn von Gao Ying und dem chinesischen Dichter, Maler und Regimekritiker Ai Qing (艾青, 1910–1996) geboren. Der Maler Ai Xuan (* 1947), sein Halbbruder, ist in China wesentlich bekannter als Ai Weiwei. Während der zwanzigjährigen Verbannung des Vaters wuchs er zunächst in der Mandschurei und in Xinjiang auf, wie er in seiner Autobiografie schreibt und dort sein Leben mit dem seines Vaters vergleicht.
1978 schrieb er sich an der Pekinger Filmakademie ein und studierte dort unter anderem mit den chinesischen Regisseuren Chen Kaige und Zhang Yimou. 1979 war er ein Gründungsmitglied der Künstlergruppe Stars Group, die eine chinesische Kunst nach staatlicher Leitlinie ablehnte. Von 1981 bis 1993 lebte er in den USA, vor allem in New York. In dieser Zeit beschäftigte er sich vor allem mit Performance, Konzeptkunst, Dadaismus und Pop Art. 1983 begann er in New York an der Parsons School of Design ein Studium mit Hilfe eines Stipendiums; dieses wurde jedoch nach einem Jahr aufgrund einer nicht bestandenen Prüfung in Kunstgeschichte nicht verlängert. In der Folgezeit hielt sich Ai Weiwei eigenen Angaben zufolge illegal in den Vereinigten Staaten auf.
1993 kehrte er wegen der Erkrankung seines Vaters wieder nach Peking zurück und lebte im Kunstbezirk Dashanzi. Ai Weiwei ist mit der Künstlerin Lu Qing verheiratet. Aus einer außerehelichen Beziehung, die ihm den strafrechtlichen Vorwurf der Bigamie eintrug, entstammt der Sohn Lao (* um 2008), der bei seiner Mutter Wang Fen in Berlin lebte.

### Künstlerische und politische Tätigkeit in China
1994 gründete Ai Weiwei die Galerie China Art Archives and Warehouse für experimentelle Kunst in Peking. Er schuf Werke, die sich mit älteren chinesischen Kunstgegenständen und mit der Kulturrevolution auseinandersetzten. Dabei flossen seine Bezüge zur Pop-Art und zur Konzeptkunst ein.
Ab 2005 schrieb er einen Blog zu gesellschaftspolitischen Themen sowie zu Kunst und Architektur. Er äußerte darin Kritik an der chinesischen Regierung. Der Blog wurde 2009 gesperrt.
Wegen seines politischen und gesellschaftlichen Engagements war er regelmäßig Repressalien durch chinesische Behörden und die Polizei ausgesetzt. Bei einem Polizeieinsatz aufgrund von Recherchen zum Erdbeben in Sichuan erlitt er vor einem Prozess gegen seinen Mithelfer Tan Zuoren Anfang August 2009 eine Hirnblutung, weshalb er später im Klinikum Großhadern operiert wurde.
Im Herbst 2010 verfügte die Stadtverwaltung von Shanghai die Räumung des Gebäudes, in dem sich sein Atelier befand. Als Ai Weiwei daraufhin eine „Abriss-Party“ ankündigte, um die Öffentlichkeit auf die geplante Zwangsräumung des Gebäudes hinzuweisen, wurde er am 5. November 2010 von den Behörden für zwei Tage unter Hausarrest gestellt. Zu der Feier hatten sich nach telefonischen Angaben Ai Weiweis ca. 1.000 Besucher mit Internetzugang angemeldet. Die Party fand mit ca. 800 Personen ohne den Gastgeber statt. Presseberichten und der Deutschen Presseagentur zufolge sprach sich Ai Weiwei am 6. November gegen die Umweltzerstörung und die mangelnden Bildungschancen in China aus und kritisierte: „Die Regierung, das gesamte System […] opfert Bildung, Umweltressourcen und die Interessen der meisten Menschen, nur damit einige wenige Menschen mit Verbindung zur Regierung extrem reich werden können.“

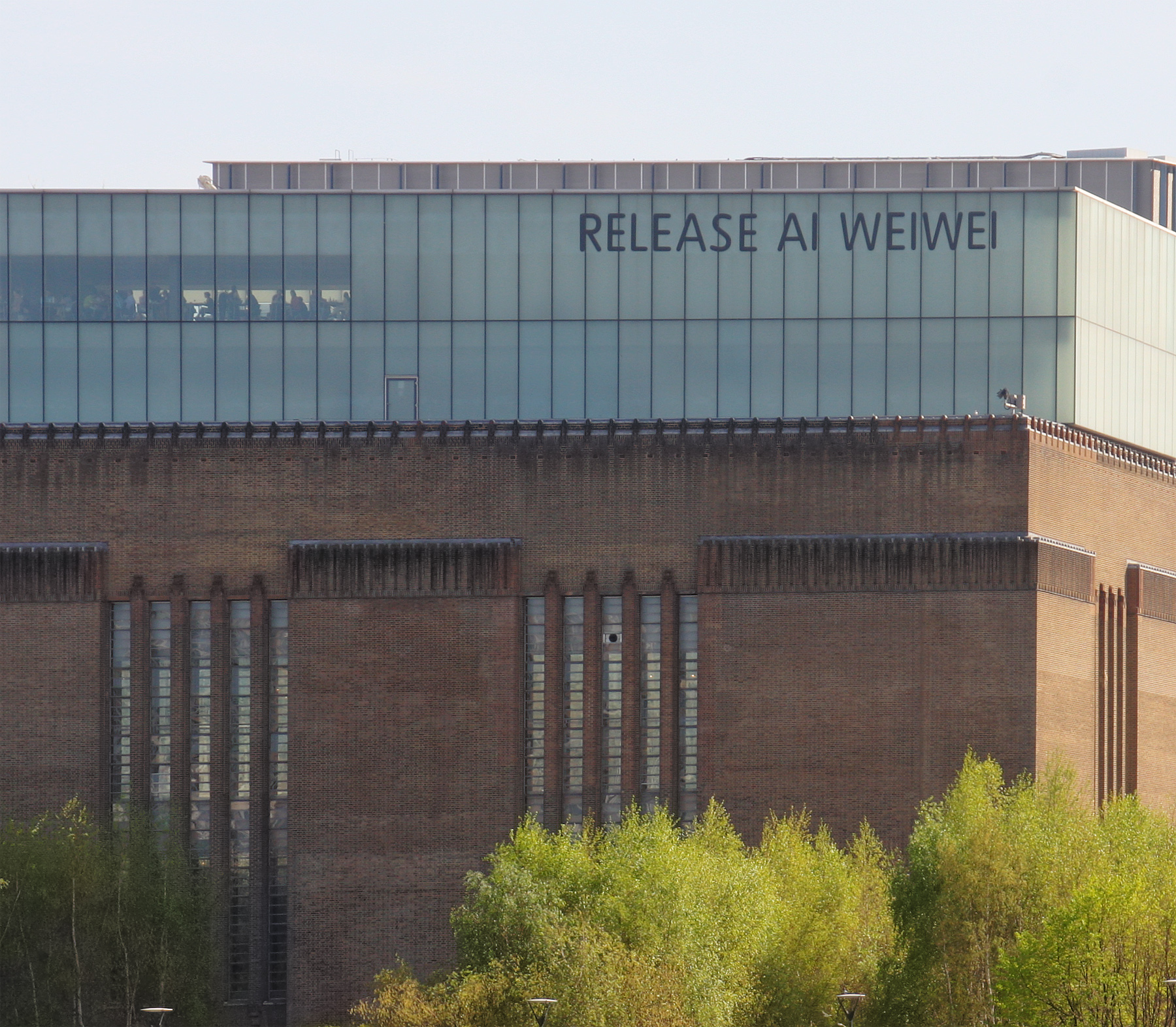
Schriftzug „Release Ai Weiwei“ am Gebäude der Tate Modern in London, die 2010/2011 die Installation Sunflower Seeds ausstellt.

Am 11. November 2010 informierte Ai Weiwei die internationalen Medien darüber, dass er ein behördliches Schreiben erhalten habe, in dem er aufgefordert wurde, das Gebäude, in dem sich sein Studio befindet, vor dem 21. November auf eigene Kosten abzureißen. Gleichzeitig machte der Künstler bekannt, dass Zhao Lianhai mit der Begründung, er habe soziale Unruhen angeheizt, zu zweieinhalb Jahren Gefängnis verurteilt worden sei, weil er Elterngruppen zur Aufdeckung des Babynahrungsskandals aus dem Jahre 2008 gegründet hatte. Den Grund für den zunehmenden Druck seitens der Shanghaier Behörden sah er in seiner politischen Aktionskunst.

#### Inhaftierung 2011
Anfang Dezember 2010 wurde Ai Weiwei erstmals daran gehindert, aus der Volksrepublik China auszureisen. Dies wurde in Verbindung gebracht mit der Verleihung des Friedensnobelpreises an den Regimekritiker Liu Xiaobo in Oslo, der an der Übergabezeremonie am 10. Dezember 2010 nicht teilnehmen konnte, weil er aus politischen Gründen inhaftiert war.
Ai Weiweis Atelier wurde am 11. Januar 2011 abgerissen. Fotoaufnahmen des Studios und seiner Zerstörung veröffentlichte er im Juli 2011 auf seiner Google+-Seite.
Im März 2011 wurde bekannt, dass Ai Weiwei ein Atelier in Berlin-Schöneweide zu erwerben beabsichtigte, um mit seinem Team einen zweiten Platz neben dem Pekinger Studio zu haben.
Am 3. April 2011 wurde Ai Weiwei auf dem Weg nach Hongkong am Pekinger Flughafen von der chinesischen Polizei festgenommen und für 81 Tage ohne Anklage inhaftiert. Er sollte sich wegen nicht näher benannter „Wirtschaftsverbrechen“ vor Gericht verantworten. In den Tagen unmittelbar zuvor war der deutsche Außenminister Guido Westerwelle zu einem Staatsbesuch in China gewesen und hatte am 1. April 2011 die Ausstellung Kunst der Aufklärung im Chinesischen Nationalmuseum in Peking eröffnet. Ai Weiwei stand zwar auf der Einladungsliste der deutschen Veranstalter, wurde aber seitens der chinesischen Autoritäten nicht zur Eröffnungszeremonie zugelassen. Er hatte nämlich zuvor verlautbart, Deutschland zeige ausgerechnet am Platz des Himmlischen Friedens, wo 1989 die Protestbewegung gewaltsam beendet worden war, diese Ausstellung, und das zu einem Zeitpunkt, als die Unterdrückung erneut gesteigert wurde.
Die Inhaftierung von Ai Weiwei durch die chinesische Polizei war der vorläufige Höhepunkt im politischen Kampf des Künstlers. Zur TED-Konferenz in den USA ließ Ai Weiwei eine Videobotschaft verbreiten, die zeigte, mit welchen Mitteln die chinesische Regierung ihn überwachte und einzuschüchtern versuchte. Die Ehefrau des Künstlers hatte Redeverbot, mehrere seiner Mitarbeiter waren ebenfalls „verschwunden“, vorübergehend auch sein Anwalt Liu Xiaoyuan. Indessen hatte eine Medienkampagne mit Anschuldigungen gegen Ai Weiwei begonnen. Auf der anderen Seite gab es vermehrt internationale Protestaktionen gegen seine Inhaftierung.
Am 20. April 2011 wurde bekannt gegeben, dass Ai Weiwei eine Gastprofessur an der Universität der Künste in Berlin erhalten solle. In einem Interview mit einer Berliner Tageszeitung betonte seine Schwester die enge Verbundenheit Ai Weiweis mit Berlin. Am 23. April 2011 veröffentlichten ungefähr 100 Erstunterzeichner, darunter Sinologen und Vertreter aus Kultur und Wirtschaft, den Berliner Appell zur Freilassung Ai Weiweis. Auch der Schweizer Innenminister Didier Burkhalter äußerte seine Besorgnis, und der deutsche Staatsminister und Kulturbeauftragte Bernd Neumann forderte die Freilassung Ai Weiweis. Die Akademie der Künste in Berlin nahm Ai Weiwei am 7. Mai 2011 in ihre Reihen auf, und zwar, wie ihr Präsident Klaus Staeck verlautbarte, einmal wegen seiner künstlerischen Bedeutung, aber auch aus politischer Solidarität. In einigen Metropolen Europas und Nordamerikas, z. B. in London, wurden als Reaktion auf Ai Weiweis Verschwinden kurzfristig Ausstellungen seiner Werke organisiert. Daneben gab es politischen Druck auf Regierungschef- bzw. Außenministerebene und vielfältige andere Manifestationen. Der damalige deutsche Menschenrechtsbeauftragte der Bundesregierung, Markus Löning, teilte nach einem fünftägigen Besuch in China, bei dem er neben Politikern auch Journalisten, Künstler u. a. Vertreter der Zivilgesellschaft getroffen hatte, auf einer Pressekonferenz am 19. Mai 2011 mit, er halte das deutsch-chinesische Verhältnis durch das Vorgehen gegen Ai Weiwei für „belastet“. Ai Weiwei werde entgegen rechtsstaatlichen Gepflogenheiten weiterhin an einem unbekannten Ort ohne anwaltliche Vertretung festgehalten. Die Repression, insbesondere gegen Blogger, nehme weiter zu. Die chinesischen Regierungsvertreter hätten seine Argumente „vom Tisch gefegt“.
Das chinesische Außenministerium wies auf einer Pressekonferenz am 10. Mai 2011 die Berichterstattung in der deutschen Öffentlichkeit und die Anfragen deutscher Journalisten mit der Begründung zurück, die deutschen Medien sollten die „Souveränität der chinesischen Justiz“ respektieren. Ai Weiwei würden Wirtschaftsdelikte vorgeworfen, und die Außenwelt sollte die laufenden Ermittlungen nicht kommentieren. Weiter hieß es: „Niemand hat das Privileg, sich über das Recht zu stellen oder die Grenzen des Gesetzes zu überschreiten, nur weil er von jemandem im Westen geschätzt wird.“ Während eines Besuchs von Gremien der Europäischen Union Mitte Mai 2011 bezeichnete der stellvertretende chinesische Außenminister die Kritik der Europäer als „herablassend“.
Ein erstes öffentliches Lebenszeichen gab es am 15. Mai 2011, als die Ehefrau Lu Qing nach längerem Bitten um Besuchserlaubnis kurzfristig zur Polizeidienststelle gebeten und von dort zu einem unbekannten Ort – eventuell in eines der sogenannten Gästehäuser der Polizei – gefahren wurde, wo sie Ai Weiwei ca. 20 Minuten lang in Anwesenheit von Bewachern sprechen konnte. Themen, die mit seinem Verschwinden in Zusammenhang standen, durften nicht erörtert werden. Nach Auskunft ihres Anwalts Liu Xiaoyuan trug Ai Weiwei bei dem Treffen Zivilkleidung, war medikamentös versorgt und konnte im Garten Spaziergänge machen.
Ai Weiweis Schwester und Mutter gaben bekannt, sie seien erleichtert, dass er sich in einem guten gesundheitlichen Zustand befinde und nicht misshandelt worden sei.
Die chinesische Presseagentur Xinhua sowie Regierungszeitungen berichteten ab dem 20. Mai 2011, Ai Weiwei habe in großem Umfang Steuern hinterzogen. Diese Vorwürfe wiesen die Angehörigen mit der Begründung zurück, der Künstler solle auf diesem Weg politisch mundtot gemacht werden. Am 22. Juni 2011, zweieinhalb Monate nach seiner Verhaftung, wurde Ai Weiwei laut einer Meldung der amtlichen Nachrichtenagentur Xinhua nach Hinterlegung einer Kaution freigelassen. Er habe ein Geständnis wegen Steuerflucht abgelegt und sei chronisch krank. Die Haftentlassung des Künstlers erfolgte unter Auflagen, so durfte er nicht mit Journalisten reden und durfte Peking ein Jahr lang nicht verlassen. Sie geschah wenige Tage vor dem Staatsbesuch des chinesischen Premierministers in Berlin. Eine Sprecherin von Amnesty International bezeichnete die Freilassung als kleinen positiven Schritt, monierte jedoch, dass die Haft auch nach chinesischer Gesetzgebung illegal gewesen sei. Wenige Tage später kamen auch seine vier ebenfalls verschwundenen Mitarbeiter wieder auf freien Fuß. In der chinesischen Presse gab es keine Berichterstattung über diese Vorgänge. Lediglich die englischsprachige Global Times veröffentlichte die Meldung von Xinhua.
Ai Weiwei wurde Anfang Juni 2011, vorbehaltlich seiner Zustimmung, in die Akademie der Künste, Berlin aufgenommen. Nach seiner bedingten Freilassung gab er „mit großer Freude“ sein Einverständnis. Auch die Gastprofessur an der Berliner Universität der Künste wollte Ai Weiwei antreten, jedoch lag keine Genehmigung der chinesischen Behörden für eine Ausreise vor. Der Sprecher des Außenministeriums Hong Wei erklärte: „Provokante Menschen wie Ai Weiwei muss man im Zaum halten.“
Nachdem Anfang November 2011 bekannt geworden war, dass der Künstler 1,7 Millionen Euro Steuern nachzahlen sollte, ging eine hohe Summe auch anonymer Spenden, vor allem aus dem Inland, ein. Ai Weiwei zahlte fristgemäß die berechnete Steuerschuld ohne den Strafzuschlag als Kaution, um anschließend auf rechtlichem Wege Berufung einzulegen. Wenig später kam nach Angaben Ai Weiweis zu dem Vorwurf der Steuerhinterziehung eine Anschuldigung wegen Pornografie hinzu. Die Polizei verhinderte, dass Ai Weiwei am 20. Juni 2012 an einer Anhörung im Laufe des von ihm angestrengten Berufungsprozesses teilnehmen konnte. Nachdem nach Ablauf eines Jahres am 21. Juni 2012 die Aufenthaltsbeschränkung teilweise aufgehoben worden war, gab Ai Weiwei bekannt, dass er seinen Pass nicht zurückbekommen habe und somit weiterhin nicht ausreisen dürfe. Die Behörden warfen ihm nach eigener Aussage Bigamie, illegalen Devisenhandel und Verbreitung von Pornografie vor. Der Künstler wies diese Vorwürfe zurück und forderte, dass er die zahlreichen Einladungen zu Auslandsreisen annehmen könne. Einen Gang ins Exil plane er nicht. Seine Berufung im Steuerhinterziehungsprozess wurde am 20. Juli 2012 verworfen. Auch der Urteilsverkündung musste Ai Weiwei fernbleiben.
Die Verleihung des Literaturnobelpreises 2012 an Mo Yan nannte Ai Weiwei einen „ernsten Fehler“, da dieser nicht die Menschenrechtsverletzungen beanstande, vielmehr als Vizepräsident des Schriftstellerverbandes ein offizielles Amt wahrnehme. Dies sei für Künstler in China, die unter der Zensur zu leiden hätten, eine „tragische Entscheidung“.
Am 22. Juli 2015 erhielt Ai von den Behörden seinen Pass zurück, womit das Reiseverbot für den Künstler endete.
Laut ORF postete Ai Weiwei am 5. Oktober 2015 via Instagram Fotos mehrerer bei der Renovierung seines Studios in Peking gefundener Abhörwanzen.

### Berlin (2015–2019)
Am 1. November 2015 stellte sich Ai Weiwei an der Berliner Universität der Künste als Gastprofessor vor. Er lebte dann in Berlin.

#### Kritik an Deutschland
Im August 2019 kündigte Ai Weiwei seinen Abschied von Deutschland an und äußerte heftige Kritik an Deutschland: „Es ist eine Gesellschaft, die offen sein möchte, aber vor allem sich selbst beschützt. Die deutsche Kultur ist so stark, dass sie nicht wirklich andere Ideen und Argumente akzeptiert. Es gibt kaum Raum für offene Debatten, kaum Respekt für abweichende Stimmen.“ Die Kritik Ai Weiweis führte zu Antworten aus allen kulturellen Bereichen. Er ließ sich mit seiner Familie in Cambridge in England nieder, behält aber sein Studio auf dem Pfefferberggelände in Berlin.
In einem Interview mit dem britischen Guardian im Januar 2020 bezeichnete er Deutschland im Vergleich zu Großbritannien als „intolerant“ und „unhöflich“. In Deutschland habe man deutsch zu sprechen – die Sprache lernte er nicht –, und die Deutschen hätten eine tiefe Abneigung gegenüber Ausländern. Ähnlich wie die Chinesen seien die Deutschen autoritätsgläubig und ließen sich gerne unterdrücken. Zur Demokratiebewegung in Hongkong betonte Ai Weiwei, Deutschland interessiere sich nur für die wirtschaftlichen Beziehungen mit China und agiere daher gleichgültig.
Nazismus existiere im Alltag in Deutschland. Faschismus bedeute, eine Ideologie über andere zu stellen und sie für rein zu erklären, indem man andere Denkweisen abwerte, sagte Ai Weiwei. „Das ist Nazismus.“ Als selbst erlebte Beispiele für Fremdenfeindlichkeit in Deutschland nannte er – wie im Jahr zuvor gegenüber der Welt – die Erfahrung, dreimal aus Taxis geworfen worden zu sein, was einen Autor der Neuen Zürcher Zeitung zu der Anmerkung veranlasste, es sei in Berlin Normalität, in Taxis mitunter schlecht behandelt zu werden, man solle es nicht persönlich nehmen. Er stritt sich auch mit einem Kasinoangestellten, nannte ihn einen Nazi und wurde verklagt, als er sich auf die Abreise nach Großbritannien vorbereitete. Er wolle nicht, dass sein Sohn unter feindseligen Bedingungen aufwachse, sagt Ai Weiwei. Die Briten seien im Vergleich zu Deutschen wenigstens höflich.

### Cambridge (seit 2019) und Montemor (seit 2021)
Von 2019 bis 2021 lebte Ai im britischen Cambridge. Dort besucht sein Sohn die King's College School, eine Privatschule mit einem vierteljährlichen Schulgeld von umgerechnet mehr als 10.000 Euro für Internatsschüler. Seinen Wegzug 2021 nach Portugal begründete er mit dem Gepräge der Stadt: „Cambridge ist ein Campus, und Campusse sind Orte, gegen die ich allergisch bin. Ich interessiere mich für nichts, was in dieser Art von akademischer Atmosphäre geschieht.“
Im Frühjahr 2021 zog er in die portugiesische Kleinstadt Montemor-o-Novo, wo er nach eigener Aussage fortan lange leben möchte.
Im November 2023 wurde im Zuge des Nahostkonflikts seine geplante Ausstellung in der Londoner Lisson Gallery gestoppt. Später wurden auch seine Ausstellungen in New York (in einer Filiale der Lisson Gallery), in Berlin (Galerie Max Hetzler) und in Paris abgesagt. Ai hatte in einer einzelnen Zeile in einem Posting auf seinem Social-Media-Kanal die Vereinigten Staaten für die langjährige finanzielle Unterstützung Israels kritisiert. In den folgenden Interviews brachte Ai Weiwei seine langjährige Unterstützung für die Palästinenser und eine von ihm so wahrgenommene Heuchelei des Westens in Bezug auf Menschenrechte und Meinungsfreiheit zum Ausdruck. Zusätzlich hatte er sich nach Berichten britischer Medien in einem mittlerweile gelöschten Tweet auf X über vermeintlichen finanziellen, kulturellen und medialen Einfluss der „jüdischen Community“ geäußert, was als Verbreitung einer bekannten antisemitischen Verschwörungstheorie eingestuft wurde. Ai sagte, er sei „mit dieser heftigen politischen Zensur aufgewachsen“ und ihm werde „jetzt klar, dass man im Westen heute genau dasselbe“ tue. Die Gesellschaft sei eingeschüchtert, sodass sie allen Fragen und Debatten aus dem Weg gehe. Weiter kritisierte er die Suspendierung zweier New Yorker Universitätsprofessoren wegen Kommentaren über den Krieg in Gaza. Es sei „wie eine Kulturrevolution, die jeden zerstören will, der eine andere Einstellung“ habe, „nicht einmal eine klare Meinung“. In Universitäten oder der Politik könne man „nicht mehr über die Wahrheit sprechen“.

## Werk
Ai Weiwei kommentiert in seinem Werk die gravierenden Veränderungen, die in China seit der wirtschaftlichen Öffnung des Landes stattfinden. Er kritisiert die Verstöße gegen die Menschenrechte, wirtschaftliche Ausbeutung und Umweltverschmutzung in seiner Heimat und bezieht sich formal nicht nur auf künstlerische Traditionen Chinas, sondern auch auf den Mitbegründer der Konzeptkunst und Wegbereiter des Dadaismus Marcel Duchamp. In Installationen verwendet er Objekte wie Antiquitäten oder spirituelle Gegenstände, um sie in einen neuen Zusammenhang zu stellen. Regelmäßig nimmt er an Performances teil, auch im Rahmen seiner Ausstellungen. Ai Weiwei gehört zu den international bekanntesten Vertretern der zeitgenössischen chinesischen Kunst.
In seinem Werk beschäftigt sich Ai mit vielfältigen künstlerischen Ausdrucksformen, unter anderem schuf er Bilder, Bücher, Filme, Häuser, Installationen, Photographien und Skulpturen.

### Einige Werke (Auswahl)

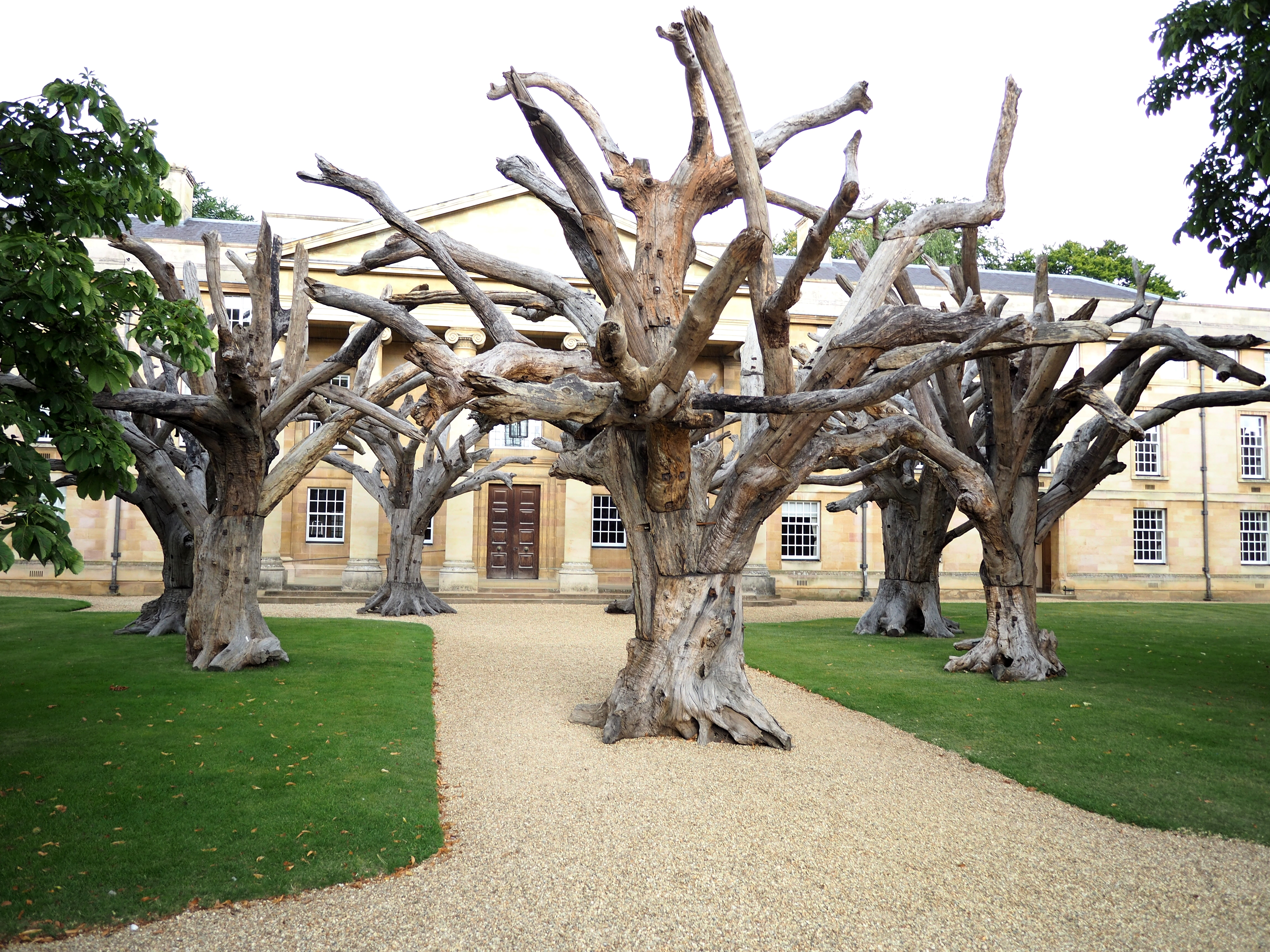
Trees, 2010. Installiert seit 2016 am Downing College in Cambridge
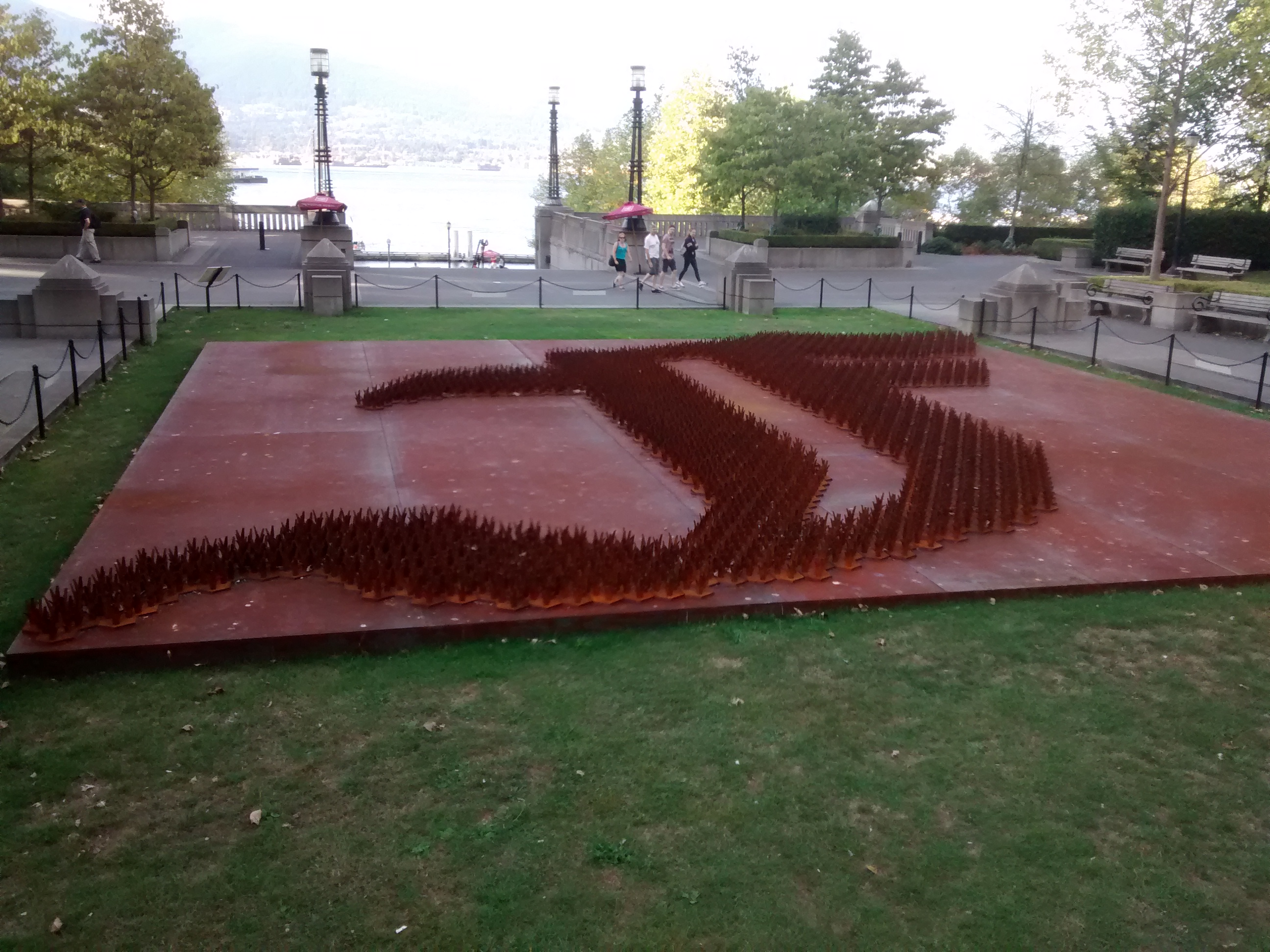
Installation F Grass
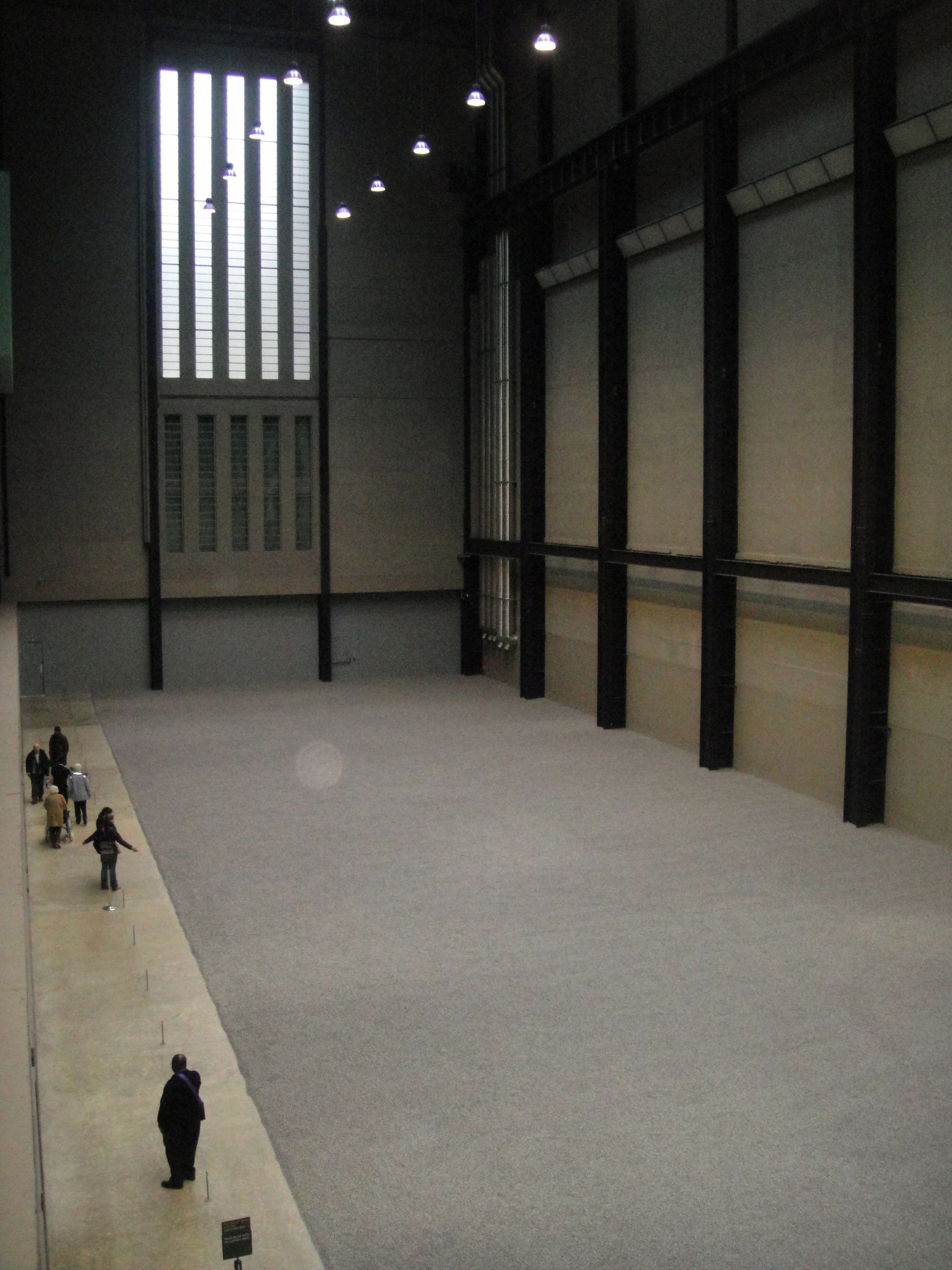
Sunflower Seeds in der Tate Gallery of Modern Art 2011

### Architekturprojekte
Ai Weiwei stand dem Schweizer Architekturbüro Herzog & de Meuron als künstlerischer Berater bei der Konstruktion des Nationalstadion Pekings für die Olympischen Sommerspiele 2008 zur Seite. Im Dokumentarfilm Bird’s Nest – Herzog & de Meuron in China war er einer der Protagonisten. Ai hatte zwar Herzog & de Meuron zu Beginn des Projektes beraten, dieses jedoch später vehement als megaloman und inadäquat kritisiert. Er blieb der Eröffnungsfeier der Spiele fern, um gegen die in China herrschende Autokratie zu protestieren.
Ebenfalls in Zusammenarbeit mit Herzog & de Meuron kuratierte Ai das fehlgeschlagene Architekturprojekt Ordos 100, eine Wohnsiedlung in der Nähe der Stadt Ordos in der Inneren Mongolei. Dabei sollten 100 Villen von 100 Architekten aus 27 Ländern, ausgewählt von Herzog & de Meuron, entworfen werden.

### Bücher
Nach seiner ersten Rückkehr nach China im Jahr 1993 verlegte Ai drei Bücher, in denen er zeitgenössischen chinesischen Künstlern die Möglichkeit gab, ihre Vorgehensweise zu erklären (The Black Cover Book, 1994; The White Cover Book, 1995; The Grey Cover Book, 1997).
2021 erschien die Autobiografie 1000 Jahre Freud und Leid. Erinnerungen. Darin beschreibt er seinen künstlerischen Werdegang vor dem Hintergrund der eigenen Familiengeschichte und der Geschichte Chinas.

### Filmprojekte
Zwischen 2003 und 2005 schuf Ai mehrere Langfilme über die mit Verkehr überfüllten Straßen von Peking. In den Filmen Beijing: The Second Ring und Beijing: The Third Ring fährt die Kamera die Straßen des Chang’an-Boulevards und des zweiten und dritten Rings ab. Ai erläuterte die Filme als ein „fast mathematischer, un-emotionaler Weg, um die Ohnmacht der Menschen und die blinde Natur städtebaulicher Sanierung zu zeigen“.
Der Dokumentarfilm Ai Weiwei: Never Sorry von Alison Klayman (2012) zeigt Ausschnitte aus drei Jahren seines Lebens, darunter auch die Szene seiner Verhaftung 2011. Die deutsche Premiere fand auf der Documenta in Kassel statt.
2017 erhielt er für den Dokumentarfilm Human Flow eine Einladung in den Wettbewerb der 74. Internationalen Filmfestspiele von Venedig. Der 140-minütige Film, eine deutsch-amerikanische Koproduktion, thematisiert mit künstlerischen Mitteln die weltweite Flüchtlingskrise.
Im Jahr 2020 erschien sein Dokumentarfilm Vivos. Darin geht es um die Angehörigen von 43 mexikanischen Studenten, die 2014 aus Ayotzinapa entführt wurden und seitdem verschwunden sind. Der Film wurde beim DOK.fest München im Hauptwettbewerb gezeigt.

### Ausstellungen
Einzelausstellungen wurden vor allem in Australien, Belgien, China, Frankreich, Deutschland, Italien, Japan, Südkorea und in den USA gezeigt. Er nahm an der 55. Biennale von Venedig 2013, Guangzhou Trienniale 2002 in China, 21. Biennale of Sydney 2018 und an der documenta 12 2007 teil. Für die documenta gestaltete er das Projekt Fairytale und die Außenarbeit Template, die nach einem starken Unwetter kollabierte.
- 2006 wurde im MMK Museum für Moderne Kunst in Frankfurt am Main die Installation territorial gezeigt. Hier wirkten seine Objekte zusammen mit den Installationen des amerikanischen Künstlers Serge Spitzer.[79]
- 2010 war vor dem Eingang zur Art 41 Basel auf dem Messeplatz von Ai Weiwei “Field, 2010” installiert.
- 2010/2011: The Unilever Series: Sunflower Seeds. Tate Modern, London. Auf dem Boden der früheren Turbinenhalle sind raumabdeckend ca. einhundert Millionen mit der Hand aus Porzellan gefertigte Sonnenblumenkerne ausgeschüttet, für die anfangs geplant war, dass sie von den Besuchern betreten werden können. Aufgrund des festgestellten Abriebs ist dies mittlerweile (Stand 5. November 2010) nicht mehr möglich.
- 2011: Im März 2011 sollte die zweite Werkschau von Ai Weiwei in Peking eröffnet werden. Doch der Künstler sagte die Ausstellung Mitte Februar selbst ab, da sie wegen der gleichzeitig stattfindenden Jahrestagung des Volkskongresses verschoben werden sollte.[80]
- 2014: Evidence, Martin-Gropius-Bau, Berlin[81]
- 2017/2018:  Ai Weiwei, Good Fences Make Good Neighbors, New York City.[82]

### Musikvideo und Platte
- Seit Mai 2013 war im Internet das Video Dumbass (Explicit) zu sehen. Der Hongkonger Kameramann Christopher Doyle inszeniert darin Ai Weiweis Gefängnisaufenthalt im Jahre 2011. Die Musik dazu stammt von dem Rockmusiker Zuxiao Zuzhou. In China wurde das Video zensiert.[83][84]
- Am 2. Juni 2013 wurde seine erste Pop-Platte mit dem Titel The Divine Comedy vorgestellt. Die Musik wurde von Zuxiao Zuzhou produziert.[85]

### Oper
- Inszenierung von Turandot am Teatro dell’Opera di Roma, Dirigentin: Oksana Lyniv[86]

### Einzelausstellungen

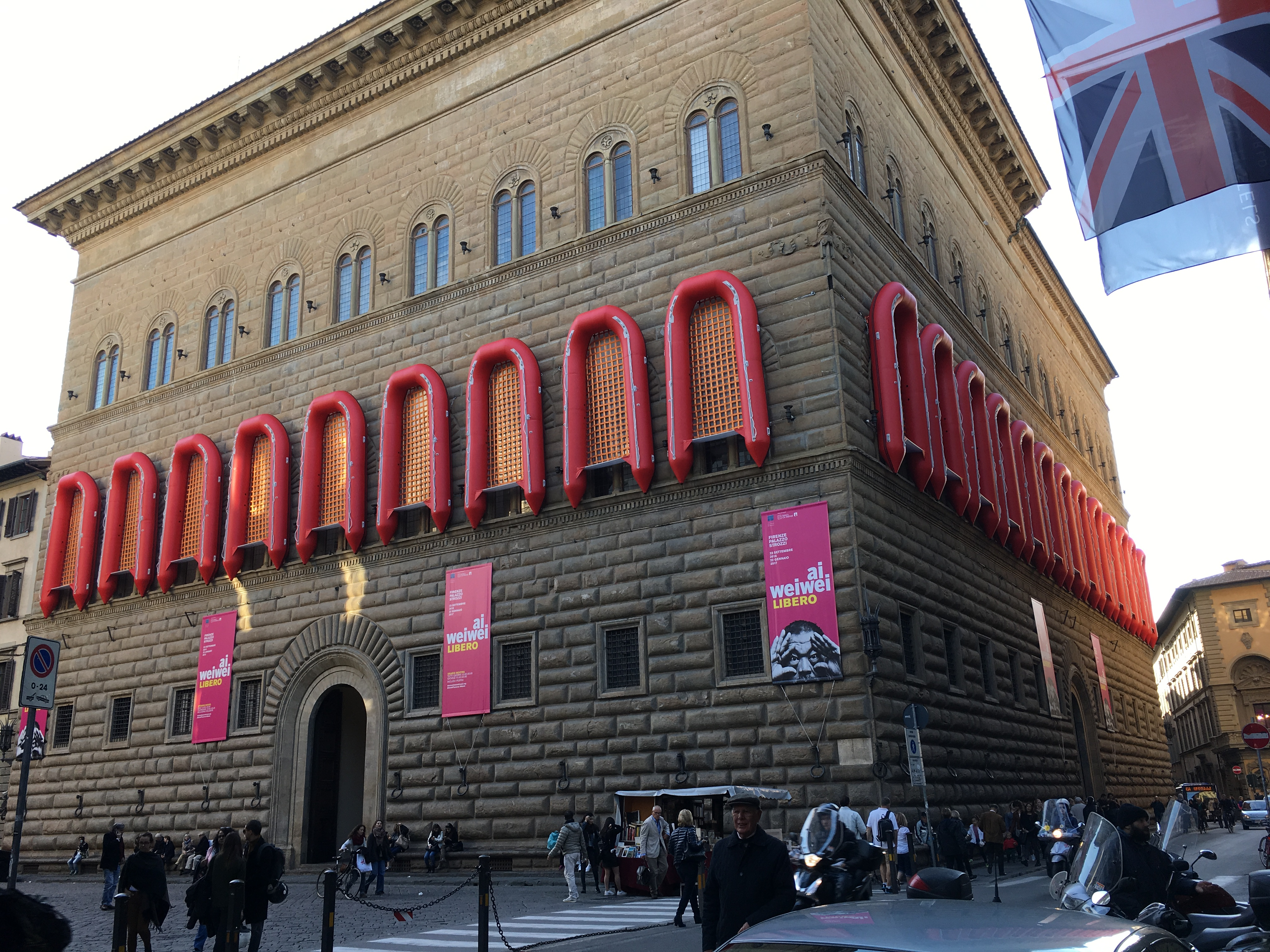
Reframe 2016, Ai Weiwei Studio, an der Fassade des Palazzo Strozzi im Oktober 2016

- 2. März 2008 bis 23. November 2008: Ai Weiwei, Groninger Museum, Groningen, Niederlande
- 25. Juli 2009 bis 8. November 2009: Ai Weiwei – ACCORDING TO WHAT ?, MORI ART MUSEUM, Tokio (JP)
- 12. Oktober 2009 bis 17. Januar 2010: So Sorry, Haus der Kunst in München.[87][88]
- 19. März 2010 bis 20. September 2010: Ai Weiwei – Barely Something, Museum DKM, Duisburg, Kurator: Roger M. Buergel
- 15. Juli 2010 bis 30. Oktober 2010: Ai Weiwei: Dropping the Urn, Museum of Contemporary Craft, Portland, OR (US)
- 2. Oktober 2010 bis 18. Dezember 2010: Ai Weiwei, Galerie Urs Meile, Lucerne (CH)
- 12. Oktober 2010 bis 2. Mai 2011: Ai Weiwei – Sunflower Seeds 2010, Tate Modern, London (GB)
- 2. Mai 2011 bis 15. Juli 2011: Circle of Animals/Zodiac Heads in New York City, Pulitzer Fountain, Grand Army Plaza at Central Park
- 12. Mai 2011 bis 26. Juni 2011 Somerset House, London
- 28. Mai 2011 bis 21. August 2011: Ai Weiwei – Interlacing, Fotomuseum Winterthur (CH)
- 1. Juli 2011 bis 24. Oktober 2011: Ai Weiwei – in der Sammlung DKM, Museum DKM, Duisburg, Kurator: Heike Baare
- 16. Juli 2011 bis 16. Oktober 2011: Ausstellung zu Architekturprojekten des Künstlers, Kunsthaus Bregenz (A)[89]
- 29. Juni 2011 bis 15. August 2011: Ausstellung von Fotos, die Ai Weiwei in den 1980er und frühen 1990er Jahren in New York aufgenommen hat, Asian Society New York, berichtet von dapd Nachrichtenagentur am 29. Juni 2011 (online)
- 17. September 2011 bis 5. Februar 2012: Ai Weiwei – Interlacing, Kunsthaus Graz, Graz, Österreich
- 4. Dezember 2013 bis 16. März 2014: According to What?, Pérez Art Museum Miami, Florida, USA
- 3. April 2014 bis 7. Juli 2014: Evidence, Martin-Gropius-Bau, Berlin
- 19. September bis 13. Dezember 2015: Ai Weiwei, Royal Academy of Arts, London
- Februar 2016: Schwimmwesten-Installation am Konzerthaus am Gendarmenmarkt in Berlin[90]
- Juli 2016 wurde die Installation F Lotus von Ai Wei Wei aus von Flüchtlingen benutzen Schwimmwesten im Teich des Schlosses Belvedere, Wien eröffnet. Zwei Löwenfiguren von ihm stehen schon im Garten, eine Papierfigur hängt im Raum.[91]
- 14. Juli 2016 bis 20. November 2016: Ai Weiwei, translocation – transformation, 21er Haus, Wien
- 16. September 2016 bis 7. Dezember 2016: Ai WeiWei Fotoprojekt #SafePassage[92] im Foam Fotografiemuseum, Amsterdam
- 23. September 2016 bis 22. Januar 2017: Ai Weiwei. Libero, Palazzo Strozzi, Florenz[93][94]
- 24. September 2016 bis 19. Februar 2017: Ai Weiwei Geknetes Wissen, Kunsthaus Graz[95]
- 18. Mai 2019 bis 1. September 2019: Everything is art. Everything is politics, Kunstsammlung Nordrhein-Westfalen (K 20 und K 21), Düsseldorf[96][97]
- 16. März bis 4. September 2022: Ai Weiwei. In Search of Humanity, Albertina Modern, Wien[98]

### Gruppenausstellungen
- 12. Oktober 2002 bis 2. Februar 2003: China – Tradition und Moderne, Ludwiggalerie Schloss Oberhausen, Oberhausen (D)
- 13. Juni 2005 bis 16. Oktober 2005: Mahjong – Chinesische Gegenwartskunst, Kunstmuseum Bern, bern (CH)
- 20. Mai 2006 bis 27. August 2006: Serge Spitzer und Ai Weiwei, Museum für Moderne Kunst (MMK), Frankfurt am Main. (D)
- 15. September 2006 bis 25. Februar 2007: CHINA NOW – Faszination einer Weltveränderung, Essl Museum – Kunst der Gegenwart, Klosterneuburg/Wien. (AT)
- 16. Juni 2007 bis 23. September 2007: Ai Weiwei – Fairytale & AW – Template, documenta 12, Kassel (D)
- 30. März 2007 bis 10. Juni 2007: The Real Thing: Contemporary Art from China, Tate Liverpool, Liverpool (GB).
- 10. September 2008 bis 4. Januar 2009: Mahjong: Contemporary Chinese Art from the Sigg Collection, Berkeley Art Museum, Berkeley, CA (US).
- 1. September 2010 bis 10. Oktober 2010: Zeitgenössische chinesische Fotografie, Oldenburger Kunstverein, Oldenburg (D)
- 28. Januar 2011 bis 9. Mai 2011: Staging Action: Performance in Photography since 1960, MoMA – The Museum of Modern Art, New York (US)
- 29. April 2011 bis 1. Mai 2011: Galerie Neugerriemschneider, Berlin (D), Installation,[99] innerhalb des Gallery Weekends Berlin 2011 (D)
- 19. Juni 2011 bis 30. Oktober 2011: Ai Weiwei und Serge Spitzer, MMK 1991–2011. 20 Jahre Gegenwart, Museum für Moderne Kunst, Hauptzollamt und Main-Tor-Areal, Frankfurt am Main (D)
- 31. Oktober 2011 bis 9. April 2012: Die Kunst der Entschleunigung. Bewegung und Ruhe in der Kunst, Kunstmuseum Wolfsburg (D)
- 12. April 2013 bis 30. Juni 2013: FREIHEIT! Mit Ai Weiwei Nedko Solakov, CAMP, Artur Żmijewski, Bouchra Khalili, Lars Ø Ramberg, Klara Liden, Johanna Billing, Alexander Apóstol, Haejun Jo, Nikolaj Bendix Skyum Larsen, Kunstpalais, Erlangen 2013
- 22. Juni 2013 bis 6. Oktober 2013: Aus der Aufklärung, EMSCHERKUNST.2013, Ruhrgebiet (D)

### Dauerausstellungen und Werke in öffentlichen Museen und Sammlungen
- Courtesy Galerie Urs Meile, Beijing – Lucerne.
  - „Coca Cola Vase“, 2006, Vase aus Jungsteinzeit (5000–3000 v.u.Z) mit einem roten Coca-Cola-Logo
- Museum DKM, Duisburg:
  - Coloured Vases, 2006, seit 2008 in DU, 39 neolithische Vasen (2.800 v.u.Z) in bunte Farben getaucht

Ai Weiwei hat 39 neolithische Tonvasen mit bunter Industriefarbe überzogen. Alle Tonvasen sind zwischen 5000 und 10000 Jahre alt. Jede Vase hat eine eigentümliche Form.
Ai Weiwei taucht die Tonvasen in Töpfe mit unterschiedlichen Industriefarben. Dann dreht er die Tonvasen um und lässt die Industriefarbe entlang der Körper der Tonvasen natürlich abfließen. Danach legt er die flache Öffnung der Vasen nach unten auf den Boden, bis alle trocken sind.
- Dropping a Han Dynasty Urn, 1995, seit 2010 in DU, s/w prints

Dropping a Han Dynasty Urn wurde von Ai Weiwei um 1995 geschaffen. Es besteht aus drei großformatigen Fotos von ungefähr 180 cm Höhe und 162 cm Breite. Auf diesen Fotos steht Ai Weiwei vor einer Wand und lässt eine alte Vase aus der Zeit der Han-Dynastie auf den Boden fallen und zerschellen. Gleichzeitig hat einer seiner Freunde diesen Prozess der Zerstörung fotografisch festgehalten. Auf dem ersten Foto hält Ai Weiwei den Flaschenhals der Vase mit seiner rechten Hand und seine linke Hand hält den Boden der Vase. Sein Blick sieht nachdenklich aus und ist auf die Betrachter gerichtet. Auf dem zweiten Foto lässt Ai Weiwei die alte Vase frei auf den Boden fallen. Seine linke Handfläche ist ausgebreitet und nach oben gerichtet. Die Position der rechten Hand ist niedriger als seine linke Hand und die Handfläche ist auf den Boden gerichtet. Die Position der fallenden Vase ist vor dem Knie des Künstlers. Im dritten Foto ist die Vase schon auf dem Boden zerschellt. Die Scherben der Vase liegen um den Fuß des Künstlers herum. Die Position der beiden Hände befindet sich fast in der gleichen Höhe. Vom ersten Foto bis zum dritten Foto ist Ai Weiweis Blick immer auf die Betrachter gerichtet.
- Fairytale, seit 2008 in DU, 8 Stühle aus der Qing-Dynastie, ein Beitrag zur documenta 12_ Fairytale – 1001 Chairs, 2007
- 4851_Sichuan, 2010, seit 2010 in DU, Video, Sichuan namelist with musical score by Zuoxiao Zuzhou, 1hr 27 min looped video.

- Lutherhaus Eisenach, Eisenach:
  - man in a cube, 2017, seit Oktober 2020 im Lutherhaus Eisenach

Ai Weiwei schuf die Skulptur man in a cube anlässlich des Reformationsjubiläums 2017 für die Ausstellung Luther und die Avantgarde in Wittenberg. In ihr verarbeitete der Künstler die Erfahrungen von Ungewissheit und Isolation nach seiner Verhaftung durch die chinesischen Behörden: „Mein Werk besteht aus einem Betonkubus, der eine einzelne Gestalt in Einsamkeit birgt. Diese Gestalt zeigt mich während der 81 Tage meiner geheimen Inhaftierung im Jahr 2011.“ Die Konzentration auf Ideen und Sprache half Ai Weiwei, die Gefangenschaft zu überstehen. Die Verbindung von Freiheit, Sprache und Ideen faszinierten ihn auch an Martin Luther, den er mit man in a cube ausdrücklich würdigte. Die Stiftung Lutherhaus Eisenach macht das Kunstwerk der Öffentlichkeit mit der Aufstellung im Innenhof des Lutherhauses Eisenach seit Oktober 2020 dauerhaft zugänglich.

### Projekt „Hoher Dachstein“
Im Jahr 2010 errichtete Ai Weiwei einen vier Tonnen schweren Felsen auf dem Dachstein in der Steiermark. Er will damit an das Erdbeben in Sichuan im Jahr 2008 erinnern, bei dem mehrere tausend Schüler getötet wurden, und das Spannungsfeld zwischen Mensch und Natur thematisieren. Dagegen erhob der Alpenverein aus Gründen des Umweltschutzes schwere Vorwürfe.

### Sonstige Engagements
Im Jahr 2011 saß Ai Weiwei in einer Jury bestehend aus renommierten Persönlichkeiten des öffentlichen Lebens, die an der Auswahl des universellen Logos für Menschenrechte beteiligt waren. In einem Tagesspiegel-Interview sprach er sich für die Unterstützung der Fridays-for-Future-Proteste aus.
Er erstellte Artwork mit dem Titel Middle Finger in Pink zu dem Lied Road to Joy des 2023 in Einzeltiteln erscheinenden Albums i/o von Peter Gabriel.

## Kritik
2016 stellte Ai Weiwei bei einem Fotoshooting der Zeitung India Today ein Bild der am Strand von Bodrum angespülten Leiche des dreijährigen Aylan Kurdi nach. Kritiker warfen ihm daraufhin vor, das Schicksal des Jungen für seinen eigenen künstlerischen Erfolg auszubeuten, darunter auch Harald Schmidt.
2020 begründete er in einem Interview mit der Berliner Zeitung seinen Weggang von der Berliner UdK mit der Unmöglichkeit, deutsche Kunststudenten zu unterrichten. Sie seien faul, machten ihre Hausaufgaben nicht und verlangten dennoch Bestnoten. Daraufhin meldeten sich ehemalige Studenten Ai Weiweis zu Wort. Er habe sie unzureichend betreut und kaum gekannt.

## Preise und Auszeichnungen
- 2010: Der von Kasseler Bürgern gestiftete Bürgerpreis Das Glas der Vernunft, die Laudatio hielt der Direktor der Kunsthalle Düsseldorf Gregor Jansen. Der Preis „wird seit 1991 an Politiker, Künstler und Wissenschaftler verliehen, die sich um Aufklärung, Vernunft und Toleranz verdient gemacht haben. Er ist mit 10.000 Euro dotiert.“[114]
- 28. November 2010: ein Asteroid des äußeren Hauptgürtels wird nach ihm benannt: (83598) Aiweiwei.
- 2011: Ihm wird die Ehrenmitgliedschaft der Royal Academy of Arts (Hon. RA) verliehen.[115]
- 2012: ausgezeichnet mit dem Václav-Havel-Preis für kreative Meinungsverschiedenheiten der HRF[116]
- 2015: wurde ihm die höchste Auszeichnung der Menschenrechtsorganisation Amnesty International Botschafter des Gewissens (englisch Ambassador of Conscience) verliehen.
- 15. September 2017: Er wird mit dem Hrant Dink Foundation Award ausgezeichnet.[117]
- 16. November 2017: Er erhält den Bambi in der Kategorie „Mut“, weil er mit seinen Werken gegen Unterdrückung und Zensur kämpfe.
- 2018: National Arts Awards[118]
- 19. März 2019: Auszeichnung mit dem Frank-Schirrmacher-Preis, Laudatio: Micheline Calmy-Rey[119]
- 2022: Praemium Imperiale in der Kategorie Skulptur, Japan Art Association[120]

## Veröffentlichungen
- Ai Weiwei. Works 2004–2007. Bildband. JRP Ringier, Zürich 2008, ISBN 978-3-905829-27-3 (in Englisch)
- Mark Siemons, Hrsg.: So Sorry. Katalog zur Ausstellung im Haus der Kunst in München, Prestel Verlag, München 2009, ISBN 3-7913-5014-5
- Ai Weiwei: Barely Something _ 4851. Hg. Stiftung DKM, Duisburg, Text: Ai Weiwei, deutsch/englisch, ISBN 3-9810500-9-6 (Thema der Broschüre ist das Erdbeben in Sichuan und die mehreren tausend toten Schüler, die durch wahrscheinlich korruptionsbedingte Baumängel an Schulgebäuden starben).
- Ai Weiwei – Barely Something, Hg. Stiftung DKM und Roger M. Buergel, (deutsch/englisch) Duisburg 2010, ISBN 3-9810500-8-8 ,(das erste Buch in deutscher Sprache, das sich nur mit dem künstlerischen Werk von Ai beschäftigt).
- Ai Weiwei. Architecture. Hg. Caroline Klein. Daab Media, Köln 2010, ISBN 3-942597-01-2
- dsb.: Cishi-cidi. Time & Place Guanxi Normal UP, Nanning 2010, ISBN 7-5633-9773-6. Bildband, mit chinesischen Kurzzeichen
- Ai Weiwei – Interlacing, Hg. Urs Stahel und Daniela Jansen, Fotomuseum Winterthur und Steidl, Göttingen 2011, ISBN 978-3-86930-377-2
- Art and cultural policy in China. A conversation between Ai Weiwei, Uli Sigg and Yung Ho Chang. Leitung Peter Pakesch. Reihe: Kunst & Architektur im Gespräch – Art and Architecture in discussion. Springer, Wien 2009, ISBN 3-211-89240-0.
- Ai Weiwei: Evidence. Prestel, München 2014, ISBN 978-3-7913-5391-3.
- Themenheft Ai Weiwei. Du #817, Zürich 2011 (Juni) ISBN 3-905931-09-5
- Themenheft Ai Weiwei. Zs. Monokultur #22. Hg. Mathieu Wellner. Rabenau, Berlin 2010 ISSN 1861-7085
- Ai Weiwei – Manifest ohne Grenzen. Übersetzt von Eva Schestag unter Mitarbeit von Minya Lin, mit Kalligrafien von Wang Ning. kursbuch.edition, Hamburg 2019, ISBN 978-3-96196-050-7.
- 1000 Jahre Freud und Leid. Erinnerungen. Penguin, München 2021, ISBN 978-3-328-60231-6 (Autobiografie).